# Diözese Llandaff

Wappen der Diözese Llandaff

Das Bistum Llandaff (lateinisch Dioecesis Landavensis) ist eine Diözese der anglikanischen Church in Wales mit Sitz in Llandaff (heute Ortsteil von Cardiff). Bis zur englischen Reformation war es eine römisch-katholische Diözese.

## Geschichte

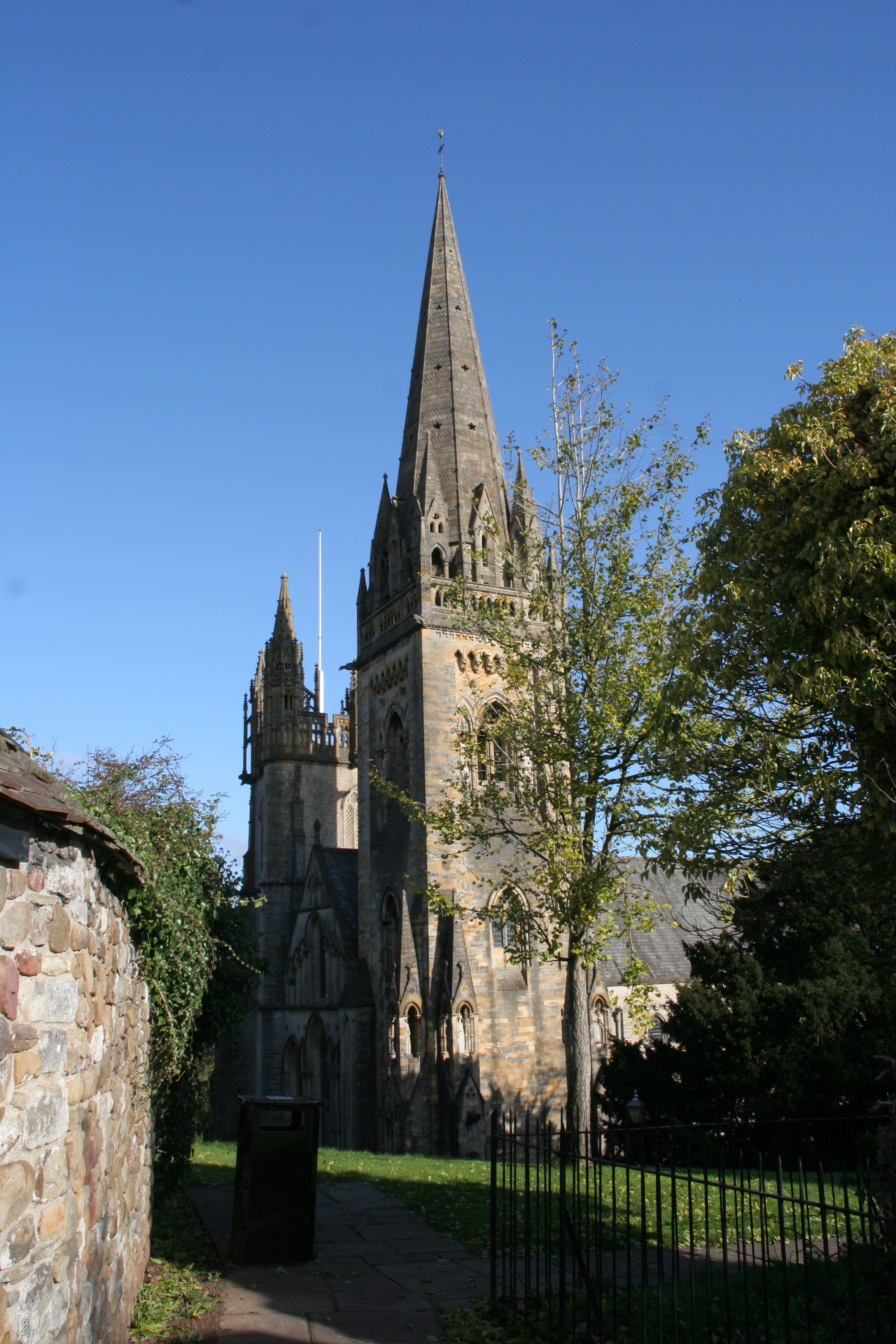
Kathedrale in Llandaff

Das Bistum Llandaff wurde im Jahre 560 eingerichtet. Der Bau der heutigen Kathedrale von Llandaff wurde im Jahre 1120 begonnen. Das katholische Bistum Llandaff war dem Erzbistum Canterbury als Suffraganbistum unterstellt. Der letzte römisch-katholische Bischof, George Athequa OP, trat im Februar 1537 zurück.
Nach der englischen Reformation gehörte das Bistum Llandaff zur Kirchenprovinz Canterbury der Church of England, bis die walisische anglikanische Kirche 1920 als Church in Wales selbständig wurde.

## Namensbestandteil
Die 1924 durch Fred Treseder aus Cardiff gezüchtete päonienblütige Dahlie "Bischof von Llandaff" hat schwarzrotes Laub und eine einfache Blüte mit roten Blütenblättern und gelben Staubgefäßen. Sie wurde zu Ehren von Joshua Pritchard Hughes, dem Bischof von Llandaff benannt und erhielt 1928 den Award of Garden Merit der Royal Horticultural Society.